# Diecezja Cachoeiro de Itapemirim
Diecezja Cachoeiro de Itapemirim (łac. Dioecesis Cachoëirensis de Itapemirim) – diecezja Kościoła rzymskokatolickiego w Brazylii. Należy do metropolii Vitória i wchodzi w skład regionu kościelnego Leste II. Została erygowana przez papieża Piusa XII bullą Cum territorium w dniu 16 lutego 1958.

## Główne świątynie
- Katedra: Katedra św. Piotra Apostoła w Cachoeiro de Itapemirim

## Biskupi diecezjalni
- Luís Gonzaga Peluso (1959–1985)
- Luiz Mancilha Vilela SSCC (1985–2002)
- Célio de Oliveira Goulart OFM (2003–2010)
- Dario Campos OFM (2011–2018)
- Luiz Fernando Lisboa CP (od 2021)